# Juramento de Lealtad
El Juramento a la bandera o Juramento de lealtad (en inglés Pledge of Allegiance) es un juramento a los Estados Unidos y a su bandera que se suele recitar, al unísono, en acontecimientos públicos y especialmente en las aulas de los colegios públicos, donde el juramento es, a menudo, un ritual matutino. El texto del juramento ha sido modificado en cuatro ocasiones desde su implementación original, el cambio más reciente añadió: bajo Dios (under God) y a partir del 14 de junio de 1954 le versión usada dice así:

I pledge allegiance to the flag of the United States of America, and to the republic for which it stands, one nation under God, indivisible, with liberty and justice for all.
Juro lealtad a la bandera de los Estados Unidos de América y a la república a la que representa, una nación, bajo Dios, indivisible, con libertad y justicia para todos.

Algunos estados como Texas, tienen juramentos de lealtad a su bandera estatal también.

## Historia

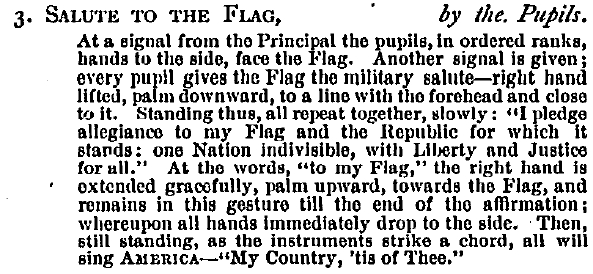
Un extracto del 8 de septiembre de 1892 Youth's Companion con el texto original del Juramento a la bandera.

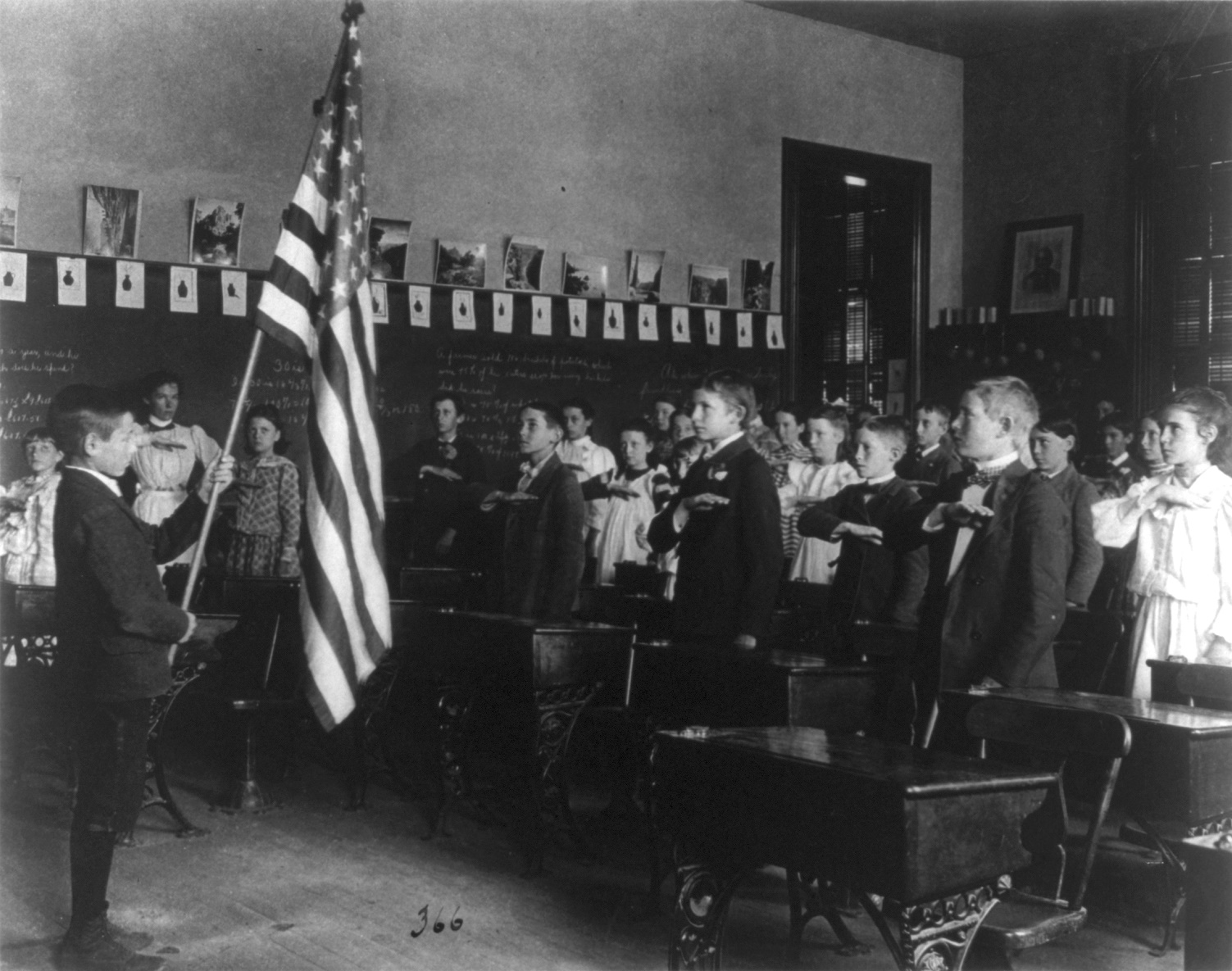
Estudiantes realizando el Juramento a la bandera, 1899.

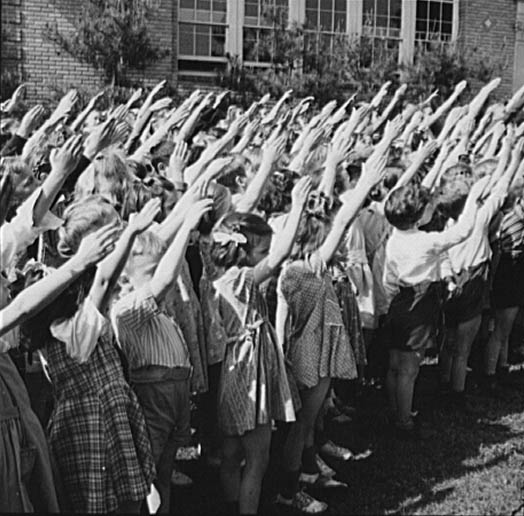
Saludo Bellamy, versión estadounidense del saludo romano que se hacía durante el Juramento a la bandera, prohibido en 1942.

Un ministro bautista, el socialista Francis Bellamy, escribió el Juramento a la bandera el 11 de octubre de 1892 para la revista infantil Youth's Companion, con el propósito de conmemorar el IV Centenario del descubrimiento de América por Cristóbal Colón. Fue publicado por primera vez el 12 de octubre del mismo año.
El juramento original dice: I pledge allegiance to my Flag and the Republic for which it stands, one nation indivisible, with liberty and justice for all ("Juro lealtad a mi bandera y la república que representa, una nación indivisible, con libertad y justicia para todos"). Algunos lo veían como una llamada a la unidad nacional, deteriorada por la Guerra de Secesión.
Después de una proclamación por el presidente Benjamin Harrison, el juramento fue recitado por primera vez en los colegios públicos el 12 de octubre de 1892. En una cuestión gramatical menor, se le añadió "a" (to) antes de "la república" (the Republic).
Entre 1923 y 1924, la Conferencia de la Bandera Nacional propuso que se cambiara mi bandera (my Flag) por la bandera de los Estados Unidos de América (the Flag of the United States of America, con el propósito de asegurar que los inmigrantes supieran a qué bandera se hacía referencia. El Congreso de los Estados Unidos reconoció oficialmente el juramento el 28 de diciembre de 1945.
En 1952, el pastor de la Iglesia presbiteriana de la avenida Nueva York, George Docherty, dio un sermón en el que señalaba que el juramento debería agradecer a Dios. Dos años después, el 7 de febrero de 1954, dio otro sermón en el que nuevamente expuso que la nación debería agradecer a Dios en dicho juramento, aprovechando que el presidente Dwight Eisenhower asistió a ese sermón.
Al día siguiente, el senador de Míchigan Charles G. Oackman, propuso una enmienda al juramento que incluía las palabras under God ("bajo Dios" o "sometida a Dios"). El 8 de junio de 1954, luego de un proyecto alcanzado por el presidente Eisehower, el Congreso adoptó esta reforma.
Al principio, se recitaba el juramento con el saludo romano, la mano derecha extendida hacia la bandera. Después de que dicho saludo fuera identificado con el nazismo y el fascismo en los años 1940, se adoptó el saludo en la forma que hoy en día se practica, se coloca la mano sobre el corazón.